# Varangiaanse garde

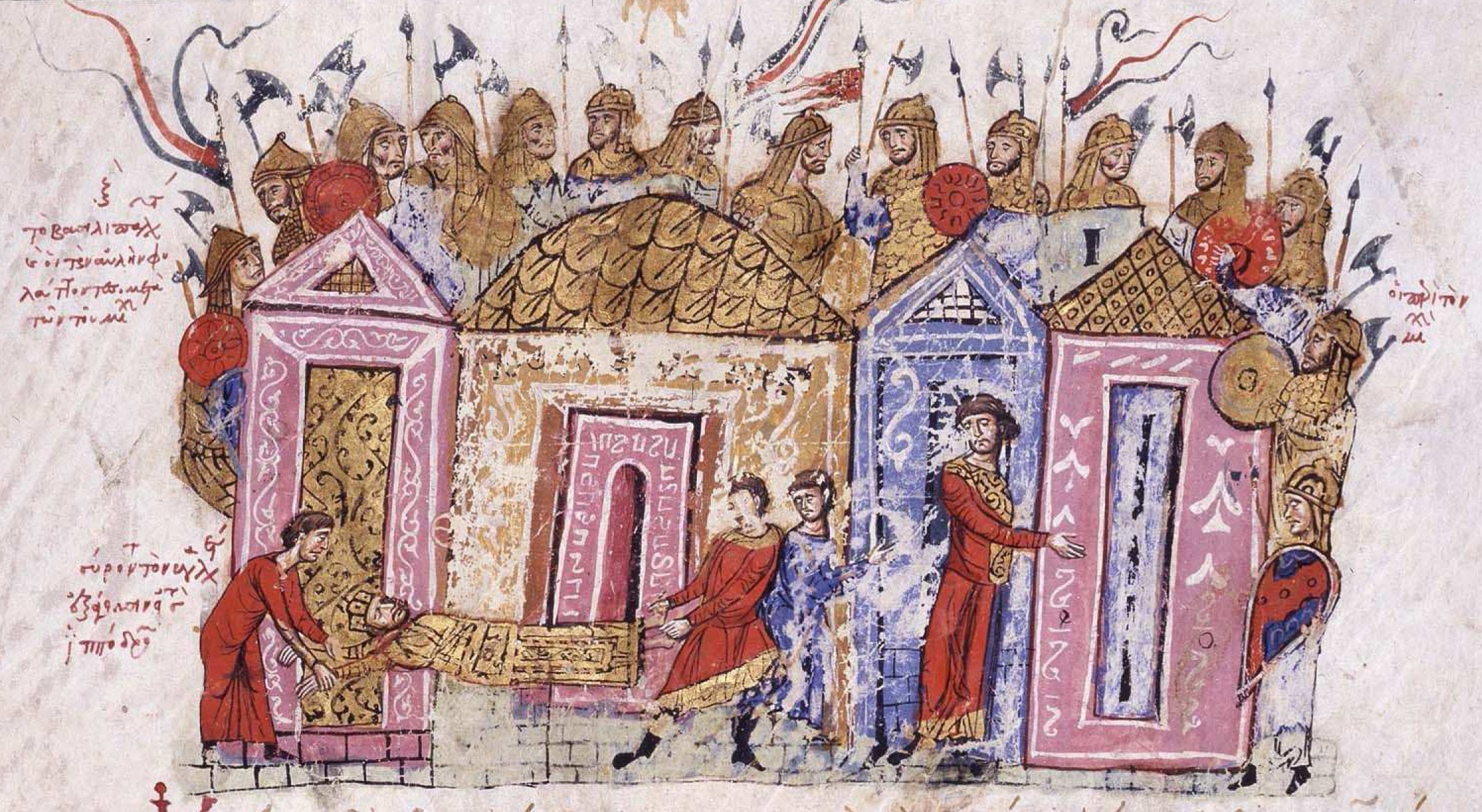
Varangiaanse gardisten, een illuminatie uit de Skylitzis-kroniek.

De Varangiaanse garde (Grieks: Τάγμα των Βαράγγων, Tágma tōn Varángōn) was van de 10e tot de 14e eeuw een elite-eenheid binnen het Byzantijnse leger. De leden dienden als persoonlijke lijfwachten van de Byzantijnse keizers.
De eenheid werd voornamelijk samengesteld uit Germaanse volkeren. In de eerste periode waren het voornamelijk Scandinaviërs (de garde werd zestig jaar vóór het einde van de Vikingtijd opgericht). Na de Normandische verovering van Engeland maakten gedurende een korte periode in het laatste kwartaal van de 11e eeuw ook een flink aantal gevluchte Angelsaksen deel uit van de Varangiaanse garde.